# Zorzines astricta
Zorzines astricta är en fjärilsart som beskrevs av Inoue 1988. Zorzines astricta ingår i släktet Zorzines och familjen nattflyn. Inga underarter finns listade i Catalogue of Life.